# 황갈색투코투코
황갈색투코투코(Ctenomys fulvus)는 투코투코과에 속하는 설치류의 일종이다. 칠레 북부 사막 지대와 아르헨티나 인근 지역에서 발견된다.